# Giorgio De Stefani

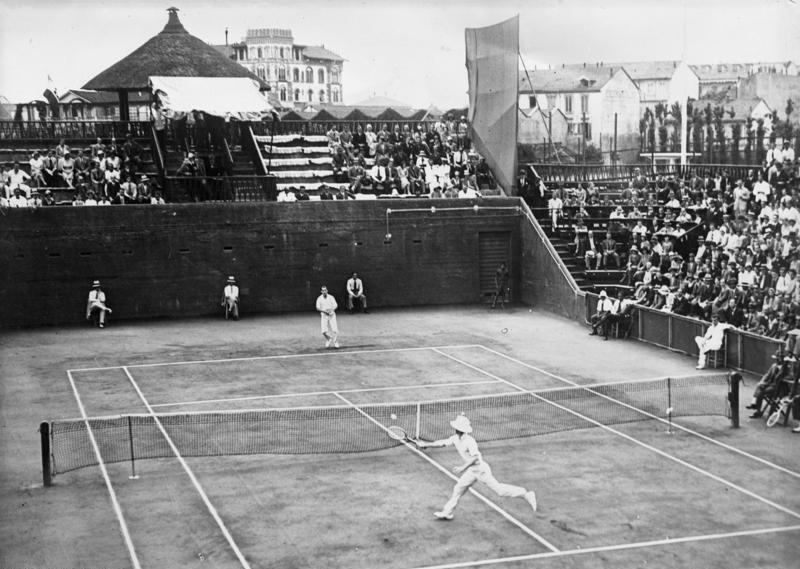
Giorgio De Stefani (en bas de l'image) lors d'une rencontre de Coupe Davis en 1930.

Giorgio De Stefani, né le 24 février 1904 à Vérone, décédé le 22 octobre 1992 à Rome, est un joueur et dirigeant de tennis italien.
Il a étudié à l'Université La Sapienza de Rome. Membre du Comité international olympique à partir de 1951, il a présidé la Fédération internationale de tennis en 1955, 1962 et de 1967 à 1969. Au cours de son dernier mandat, il a notamment œuvré à la réintroduction du tennis lors des Jeux de Mexico en 1968. Il a également été à la tête de la Fédération italienne de tennis entre 1958 et 1969.

## Palmarès
- Internationaux de France: Finaliste en 1932: Demi-finaliste en 1934: Quart de finale en 1931: huitieme de finale en 1933,1935